# Richard Hathwaye
Richard Hathwaye (floreció 1597 - 1603), fue un dramaturgo inglés. Se sabe poco de su vida. No hay ninguna prueba de que estuviera relacionado con Richard Hathaway, suegro de Shakespeare. No se sabe nada de Hathwaye más allá de 1603.
Lo que se sabe de su carrera dramática proviene en su mayor parte de los papeles de Philip Henslowe. Escribió dieciocho obras para Henslowe para que las representaran los hombres del almirante y los Worcester's Men en el Teatro La Rosa, bien como autor único, bien en colaboración con otros dramaturgos que también produjeron obras para Henslowe. La primera de ellas, King Arthur (El rey Arturo) (1597), es la única obra de la que se reconoce autor en exclusiva. Parece sin embargo que ya llevaba un tiempo escribiendo para la escena, pues Francis Meres se refiere a él como un veterano dramaturgo en 1598, incluyéndolo entre los "mejores para la comedia".
Hathwaye también escribió versos para la obra de John Bodenham titulada Belvedere, publicada en 1600.
Aparte de sus versos Belvedere todas las obras de Hathwaye se han perdido, excepto la primera parte de Sir John Oldcastle, encargado como contrapunto a la representación negativa de ese personaje en las versiones originales de las obras de William Shakespeare Enrique IV (primera parte) y Enrique IV (segunda parte). Los descendientes del histórico John Oldcastle, un mártir protestante, parece que son los responsables tanto de la escritura de esta obra sobre Oldcastle y de la alteración de Oldcastle a Sir John Falstaff en versiones posteriores de las obras sobre Enrique IV.
- Datos: Q2305179